# 217 (liczba)
217 (dwieście siedemnaście) – liczba naturalna następująca po 216 i poprzedzająca 218.

## W matematyce
217 to wyśrodkowana liczba sześciokątna, liczba 12-kątna, wyśrodkowana liczba 36-kątna, liczba pseudopierwsza Fermata o podstawie 5 i liczba całkowita Bluma. Zapisana binarnie jest niepowtarzającą się liczbą Kaprekara. Jest to także suma wszystkich dzielników liczby 100.